# Aksaray
Ne doit pas être confondu avec Ak Saray (homonymie).
Pour les articles homonymes, voir Aksaray (homonymie).
Aksaray (en turc : palais blanc) est une ville du centre de la Turquie en Cappadoce, préfecture de la province et chef-lieu du district du même nom.
Selon le recensement de 2014, le district comporte 278 171 habitants dont 195 990 pour la ville. L'altitude moyenne est 980 m et le point culminant est le mont Hasan, un volcan éteint de 3 253 mètres.

## Histoire
La région d'Aksaray était un important lieu d'étape sur la route de la soie, entre Konya et Kayseri, au croisement avec la route Niğde-Sivas.
À l'époque romaine, la ville se nommait Garsaura. Archélaos, le dernier roi de Cappadoce la rebaptisa Archelaïs. Sous les Seldjoukides, la ville et sa région bénéficièrent d'un important développement et de nombreux édifices y furent construits. Le voyageur arabe Ibn Battuta, qui passa dans la région au XIVe siècle dit d'Aksaray qu'elle était « une belle cité, entourée de voies d'eau et de jardins, avec une distribution d'eau qui parvenait jusqu'aux maisons de ses habitants ».
Après son incorporation en 1470 dans l'empire ottoman par İshak Paşa, de nombreux habitants s'établirent à Istanbul, où un quartier prit le nom d'Aksaray.

## Sites et édifices remarquables à Aksaray et dans les environs

### Sites

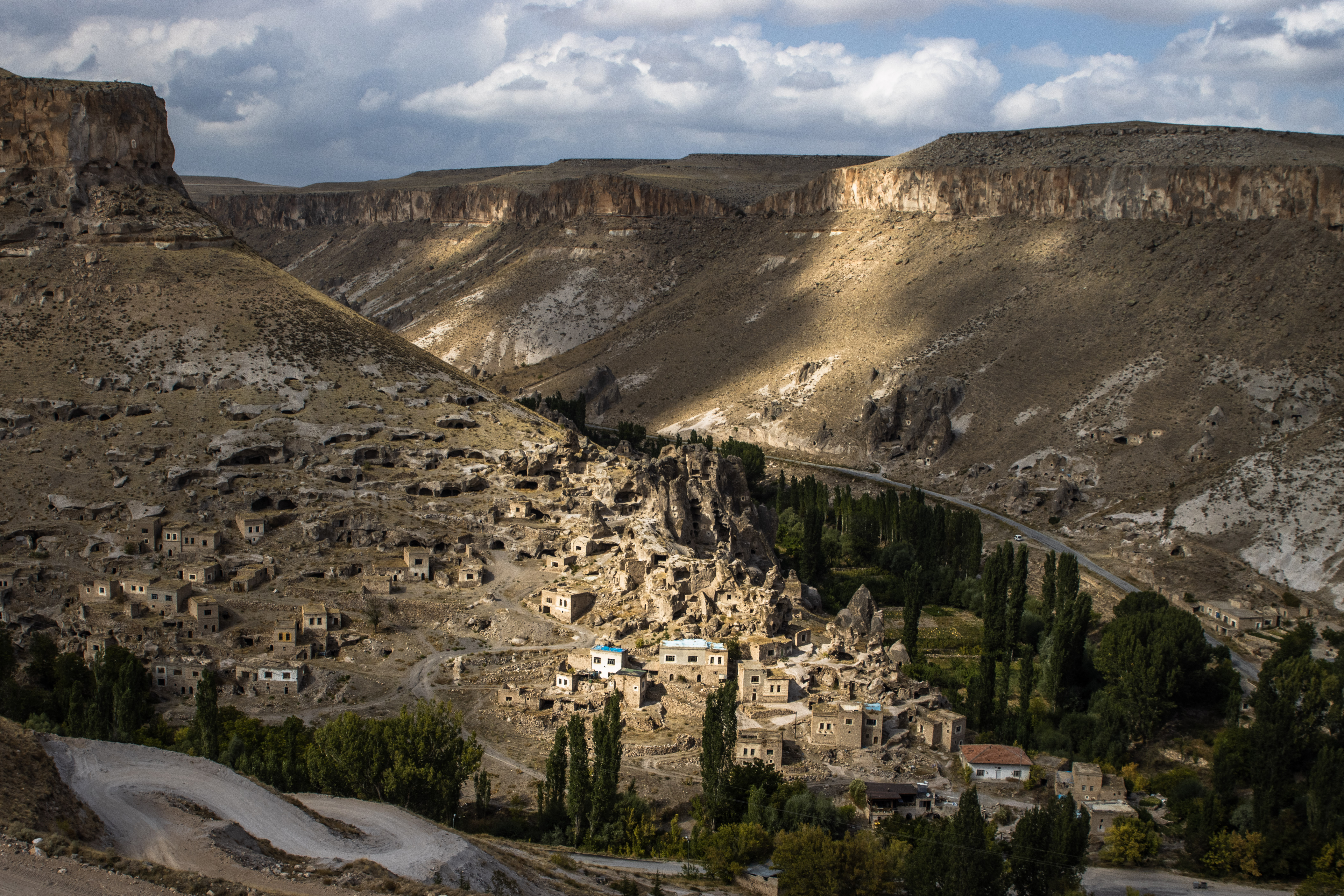
Formations rocheuses au village de Soğanlı, Yeşilhisar près d'Aksaray. Septembre 2021.

- Hasan Dağı - Le mont Hasan, visible de la ville.
- Acemhöyük - Un site de l'Âge du bronze à 18 km.
- Aşıklı Höyük - Un village de la fin de la Préhistoire à 25 km de la ville.
- L'ancienne cité romaine et byzantine de Nora, au village d'Helvadere.
- Les églises rupestres de Belisırma (Güzelyurt) (canyon d'Ihlara), datant du IXe siècle, abandonnées, recouvertes de fresques[3]
- La Vallée de Soğanlı (en), centaine d'églises byzantines (et de cloîtres, pigeonniers), vers Yeşilhisar (Hocalar) (plein Est)
- Le cimetière d'Ervah, dans la ville, avec des tombes islamiques du XIVe siècle.
- Le bourg de Taşpınar (en) connu pour son artisanat du tapis.

### Édifices
- Zincirye Medresi, une école coranique, au portail typique de l'époque seldjoukide, construite par l'émir Karamanoğlu en 1345.
- La grande mosquée Karamanoğlu au centre de la ville.
- Le minaret oblique Eğri Minare construit sous le règne d'Alaeddin Keykubad Ier (1221-1236).
- La haute église sur un rocher escarpé.

### Caravansérails

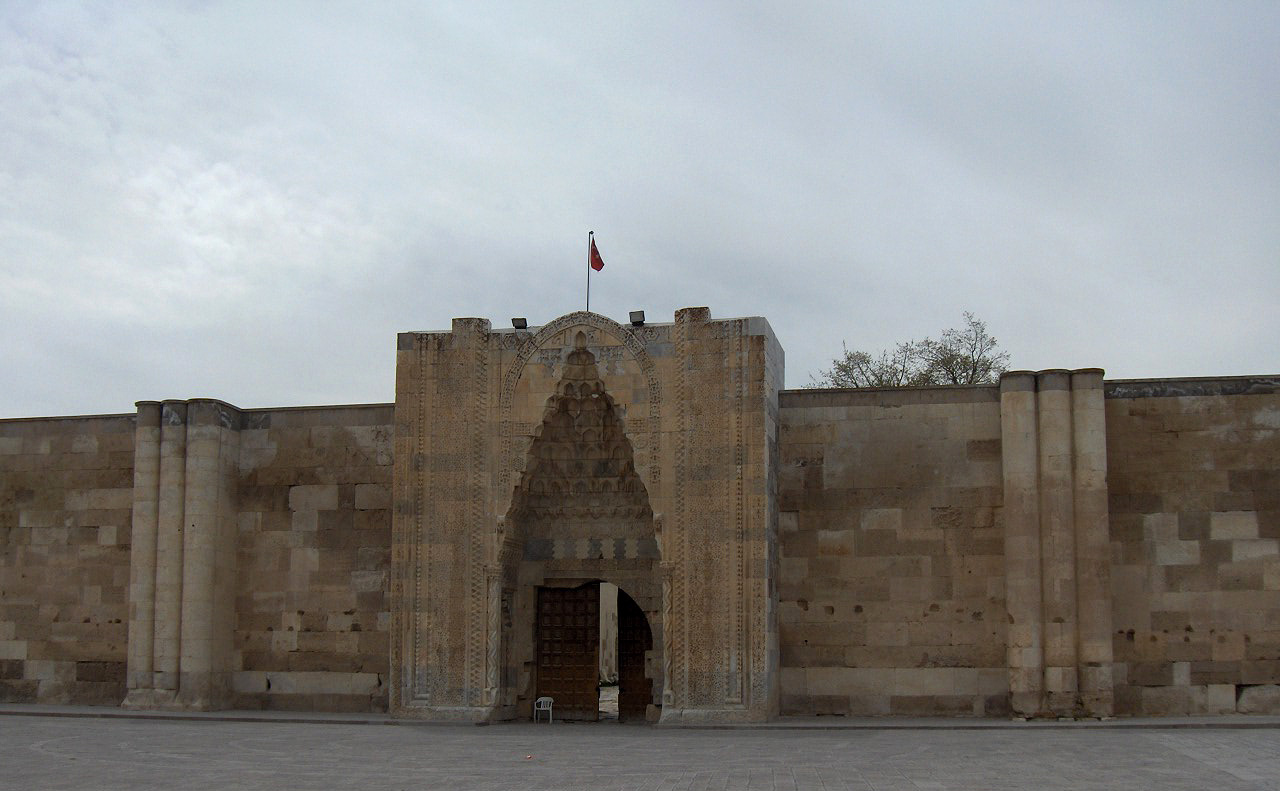
Entrée du caravansérail du Sultan (Sultan hani), 46 km à l'ouest d'Aksaray.

Trois caravansérails furent établis par les Seldjoukides au XIIIe siècle aux environs de la ville. Deux d'entre eux sont particulièrement intéressants : le Ağzıkara han et le Sultan hanı.